# Belfort van Eeklo
Het Belfort van Eeklo is het belfort aan het stadhuis van de Oost-Vlaamse stad Eeklo.
De site van het huidige belfort werd vroeger ingenomen door een kerk die in 1878 gesloopt werd. In 1932 werd een uitbreiding van het stadhuis gerealiseerd, deels ter nagedachtenis van de slachtoffers uit de Eerste Wereldoorlog. Deze nieuwe vleugel omvatte een 35 meter hoog belfort en is opgetrokken in rode baksteen en kalksteen. De ingang is versierd met eikels, het symbool van de stad Eeklo. De architect van deze nieuwe vleugel was Amand Janssens. Het Stadhuis zelf, in Vlaamse renaissancestijl, dateert uit de zeventiende eeuw.
De belforttoren is sinds 1999 samen met 55 andere belforten in België en Frankrijk erkend als werelderfgoed door UNESCO. UNESCO plaatste de belforten op haar lijst omdat ze 'typisch waren voor de middeleeuwse macht van de Vlaamse steden'. Het belfort van Eeklo dateert echter uit 1932 maar werd toch weerhouden, niet zozeer omwille van het gebouw op zich maar wel wegens het hebben van een belfort en de 'symbolische waarde' die een belforttoren bezit.